# Samina
Samina är ett vattendrag i Liechtenstein och Vorarlberg i Österrike. Floden har bildat dalgången Saminatal. Samina är 10 km lång, varav 2 km i Liechtenstein och 8 km i Österrike. Floden mynnar i Ill i Frastanz i Österrike.